# Pripps
Pripps er et svensk ølmærke der i dag ejes af danske Carlsberg gennem datterselskabet Carlsberg Sverige.
Pripps' mest solgte øl er pilsnerøllen Pripps Blå som bryggeriet lancerede i 1959, fire år efter ophævelsen af det svenske Starkölsförbudet.
Som det første svenske ølmærke besluttede Pripps i sommeren 2005 at skrive alkohol-advarselstekster på sine øletiketter. Pripps brygges i dag på bryggeriet i Falkenberg.

## Historie
Bryggeriet Pripps blev grundlagt af den tysk uddannede Johan Albrecht Pripp i Göteborg i 1828, og det voksede i løbet 1900-tallet til at blive Sveriges største bryggeri, bl.a. ved at opkøbe mindre bryggerier som Malmö Bryggerier i 1961 og Stockholms Bryggerier i 1964.
I slutningen af 1970'erne blev Pripps en del af det da statsejede dagligvarefirma Procordia som senere blev overtaget af norske Orkla.
I 2000 blev Pripps og Orklas andre bryggerier lagt sammen med Carlsbergs bryggerier i selskabet Carlsberg Breweries, som Carlsberg overtog fuldt i 2004.